# Zosima heterodonta
Zosima heterodonta är en flockblommig växtart som först beskrevs av Jevgenij Korovin, och fick sitt nu gällande namn av Minosuke Hiroe. Zosima heterodonta ingår i släktet Zosima och familjen flockblommiga växter. Inga underarter finns listade i Catalogue of Life.